# Khajuraho
Khajuraho (Hindi: खजुराहो Khajurāho) ist eine Stadt mit rund 25.000 Einwohnern in der Region Bundelkhand im indischen Bundesstaat Madhya Pradesh. Bekannt ist sie für den Tempelbezirk von Khajuraho. Die Gruppe der Tempel mit erotischen Darstellungen aus dem 10. bis 12. Jahrhundert gehört zum UNESCO-Weltkulturerbe und macht aus dem ansonsten eher unbedeutenden Ort ein beliebtes Touristenziel.

## Etymologie
Der Name Khajuraho, ursprünglich "Kharjuravāhaka", ist möglicherweise abgeleitet von den Sanskrit-Wörtern kharjura (‚Palme‘) und vāhaka (‚Träger‘).

## Lage
Khajuraho liegt im Distrikt Chhatarpur im Norden Madhya Pradeshs unweit der Grenze zum Nachbarbundesstaat Uttar Pradesh. Der nächstgrößere Ort ist die Distrikthauptstadt Chhatarpur etwa 44 km (Fahrtstrecke) westlich; die indische Hauptstadt Delhi liegt rund 650 km nordwestlich.

## Verkehrsanbindung
Khajuraho liegt abseits der Hauptverkehrsrouten. Es bestehen zahlreiche Busverbindungen in die nahegelegenen Städte Satna (ca. 115 km südöstlich) und Jhansi (ca. 175 km nordwestlich), die aber wegen der schlechten Straßenbedingungen viel Zeit in Anspruch nehmen. Seit 2008 ist Khajuraho durch eine Stichstrecke von Mahoba aus auch an das Bahnnetz der Indian Railways angeschlossen. Bessere Anreisemöglichkeiten bestehen aber über Jhansi und Satna, die an den stärker frequentierten Hauptstrecken liegen. Weiterhin verfügt Khajuraho trotz seiner bescheidenen Größe über einen eigenen Flughafen (IATA-Code: HJR). Dieser liegt ca. 3 km südlich des Ortes. Es bestehen u. a. Verbindungen nach Delhi, Agra, Varanasi und Kathmandu.

## Geschichte
Khajuraho war vom 9. bis zum 16. Jahrhundert die religiöse und kulturelle Hauptstadt des Chandella-Reiches. Politisch und militärisch regierten die Chandellas von Kanauj oder der Festung Kalinjar aus, die jedoch – im Unterschied zu Khajuraho – in der Zeit des islamischen Vordringens in Nordindien mehrfach belagert und teilweise zerstört wurden. Doch mit dem Niedergang der Chandellas im 12. Jahrhundert verlor auch Khajuraho an Bedeutung. Aufgrund seiner abgelegenen Lage blieben der Ort und seine Tempel jedoch von zerstörerischen Übergriffen islamischer Heere verschont. Im 18. und 19. Jahrhundert hatte das Dorf Khajuraho nur noch etwa 300 Einwohner.

## Kultur und Sehenswürdigkeiten

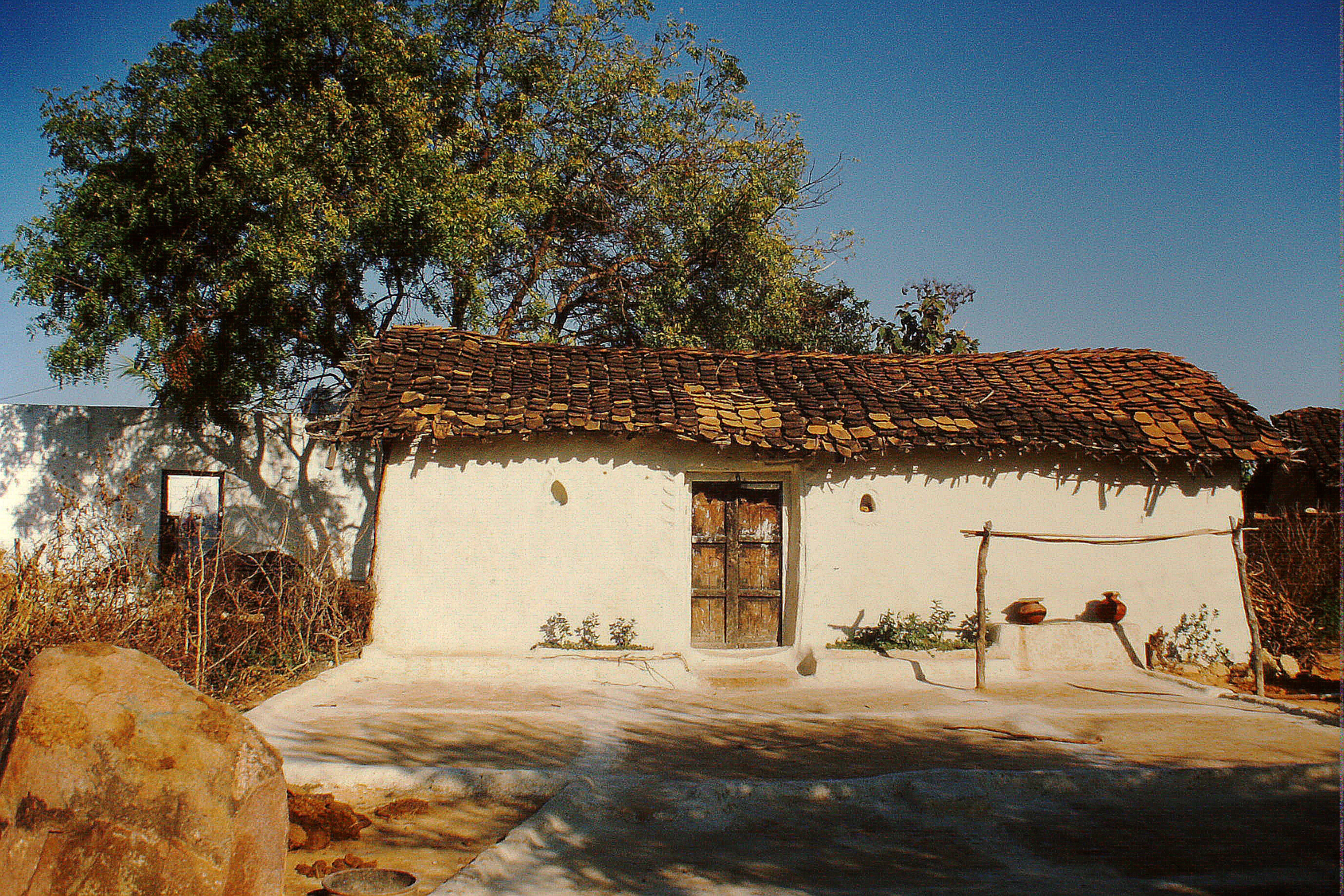
Am Ortsrand und in der ländlichen Umgebung von Khajuraho stehen noch viele einfache, aber von ihren Bewohnern liebevoll gepflegte Lehmhäuser.

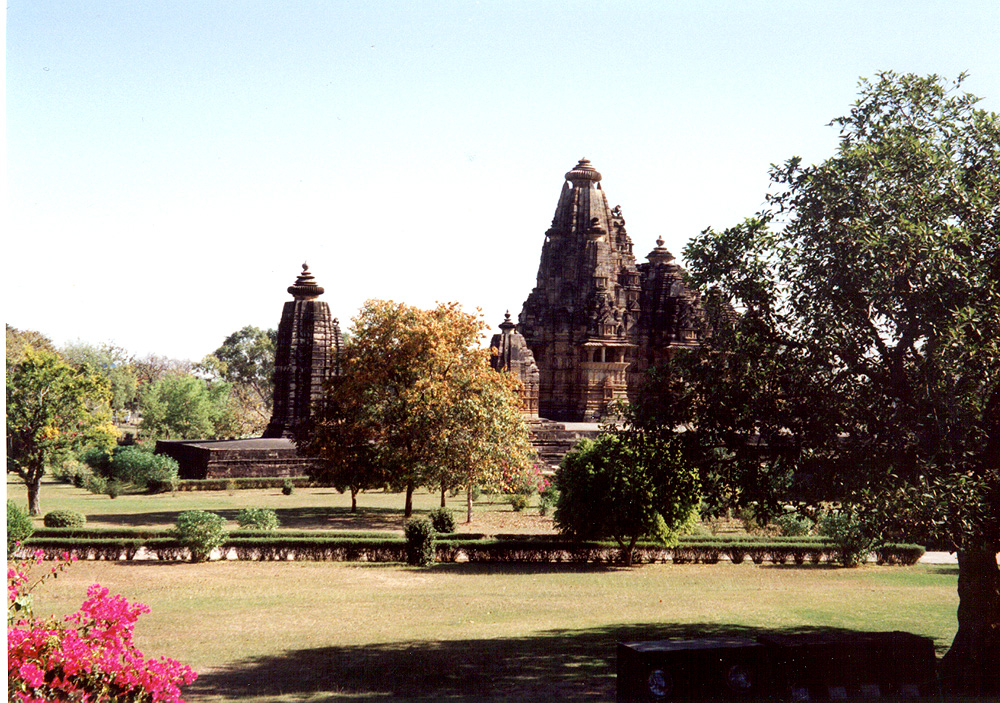
Tempelbezirk von Khajuraho

### Lehmhäuser
Am Ortsrand sowie in der ländlichen Umgebung von Khajuraho stehen noch viel einfache Lehmhäuser, deren Bewohner nach den Prinzipien der Selbstversorgung und Selbstverantwortung leben. Die allermeisten der heute noch existierenden Häuser wurden zumeist erst im 20. Jahrhundert erbaut und haben schon Ziegeldächer anstelle der früheren Schilfeindeckung. Insgesamt jedoch orientieren sie sich in hohem Maße an der Tradition: Erdgeschoss mit offenem Dachstuhl sowie einem großen fensterlosen und nicht durch Wände getrennten Raum. Belichtung und Belüftung des Hauses erfolgte ausschließlich über die Tür; Fensteröffnungen waren äußerst selten und zeigten den Wohlstand des Eigentümers an. Der äußere Türbereich wurde früher noch mit geometrischen oder kurvilinearen Motiven bemalt, die allesamt eine apotropäische (Unheil abwehrende) Bedeutung hatten. Die Zubereitung des Essens erfolgte oft – wegen der Rauchentwicklung und der Brandgefahr – nicht im Innern des Hauses, sondern im Hofbereich über einem mit Reisig und getrockneten Kuhfladen betriebenen offenen Feuer; mittlerweile haben die meisten Familien jedoch einen Gas- bzw. Kerosinkocher.

### Tempel
Der Großteil der imposanten Tempel im Tempelbezirk von Khajuraho wurde von den Herrschern der Chandella-Dynastie zwischen 950 und 1120 unserer Zeitrechnung erbaut. Sie sind heute eine der bedeutendsten Touristenattraktionen Indiens. Die frühen Tempel Khajurahos (Lalguan-Mahadeva-Tempel, Brahma-Tempel) sind zwar aus Stein errichtet, haben aber – wie die Lehmhäuser – glatte und ungegliederte Außenwände, nur einen Eingang und keine Fenster. Diese einfachen Tempel der Frühzeit entwickelten sich im Laufe von Jahrhunderten zu immer komplexeren Strukturen mit hohen Shikhara-Türmen (Lakshmana-Tempel, Kandariya-Mahadeva-Tempel).

### Tanzfestival
Das alljährlich im Februar oder März stattfindende einwöchige Tanzfest zieht viele namhafte Tänzer aus ganz Indien an. Doch auch außerhalb der Festivalzeit bieten Theater abendliche Tanz-Aufführungen. Hierbei werden Tänze aus den verschiedenen Bundesstaaten dargeboten und der Zuschauer gleichsam auf eine tänzerische Reise durch Indien entführt. 

### Panna-Nationalpark
In der Nähe von Khajuraho (ca. 45 Autominuten entfernt) liegt der Panna-Nationalpark mit dem sogenannten Panna Tiger Reserve, in dem viele vom Aussterben bedrohte Tierarten, wie das Gangesgavial, leben. Zudem ist das Reservat Lebensraum für über 200 verschiedene Vogelarten sowie viele Säugetiere und Reptilien. Vom indischen Tiger gab es 2003 noch ca. 40 Exemplare; durch Wilderei ist der Bestand in den folgenden Jahren jedoch stark zurückgegangen, seit Juni 2009 gilt der Tiger im Schutzgebiet als ausgerottet.